# Dongshan (socken i Kina, Inre Mongoliet)
Dongshan (kinesiska: 东山, 东山乡) är en socken i Kina. Den ligger i den autonoma regionen Inre Mongoliet, i den norra delen av landet, omkring 560 kilometer öster om regionhuvudstaden Hohhot.
Genomsnittlig årsnederbörd är 550 millimeter. Den regnigaste månaden är juni, med i genomsnitt 144 mm nederbörd, och den torraste är januari, med 3 mm nederbörd.